# Швербах
Швербах (нім. Schwerbach) — громада в Німеччині, розташована в землі Рейнланд-Пфальц. Входить до складу району Біркенфельд. Складова частина об'єднання громад Раунен.
Площа — 2,55 км2. Населення становить 49 ос. (станом на 31 грудня 2020).